# Советская армия
Сове́тская а́рмия (Советская Армия аббрев. СА) — официальное наименование основных формирований — Сухопутных войск, ВВС, Войск ПВО и РВСН Вооружённых сил СССР (кроме ВМФ, пограничных и внутренних войск).
До февраля 1946 года основное военное формирование СССР носило официальное наименование «Красная армия». Была основана согласно декрету о создании РККА 15 (28) января 1918 года:

Рабоче-крестьянская Красная Армия создаётся из наиболее сознательных и организованных элементов трудящихся масс. Доступ в её ряды открыт для всех граждан Российской Республики не моложе 18 лет. В Красную Армию поступает каждый, кто готов отдать свои силы, свою жизнь для защиты завоеваний Октябрьской революции, власти Советов и социализма. Для вступления в ряды Красной Армии необходимы рекомендации: войсковых комитетов или общественных демократических организаций, стоящих на платформе Советской власти, партийных или профессиональных организаций или, по крайней мере, двух членов этих организаций.

## История

### Рабоче-крестьянская Красная армия (1918—1945)

#### Создание
Развал Русской императорской армии начался в результате Февральской революции 1917 года. После захвата власти большевиками в конце 1917 года, советское правительство приступило к реализации курса большевистской партии по уничтожению институтов буржуазного государства, в том числе старой армии и флота. Классики марксизма неоднократно говорили о том, что в ходе социалистических революций пролетариат должен починить старую армию и заменить её всеобщим вооружением народа. Такие вооружённые силы явочным путём начали создаваться ещё в период февральской революции. Речь идёт о так называемой красной гвардии. Но суровая реальность мировой войны потребовала создания регулярной армии, уже в условиях советского государства. Армия была переименована на Красную в 1917 году.
Впервые о рабоче-крестьянской красной армии вскользь говорилось в Декларации прав трудящегося и эксплуатируемого народа. Развёрнутый закон был принят в середине января 1918 года.
Красная армия создавалась на основе следующих принципов:
1. Классовость — армия создавалась как классовая организация. Из общего правила было сделано одно исключение: в Красную армию призывались офицеры старой армии, многие из которых к рабочим и крестьянам отношения не имели. Для того, чтобы осуществлять контроль за их поведением и недопущению с их стороны диверсионной, шпионской, вредительской и иной подрывной деятельности (а также в других целях) было создано Всероссийское бюро военных комиссаров, с 1919 — Политическое управление РВСР (на правах отдельного подразделения ЦК РКП(б)), включавшие в себя политический состав Армии.
2. Интернационализм — этот принцип предполагал допуск в Красную армию не только граждан Российской республики, но и иностранных трудящихся.
3. Выборность командного состава — в течение нескольких месяцев после декрета командный состав выбирался. Но в апреле 1918 года принцип выборности был отменён. Командиры всех уровней и рангов стали назначаться соответствующим государственным органом.
4. Двуначалие — кроме командного состава в управлении вооружёнными силами на всех уровнях активное участие принимали военные комиссары.

Военные комиссары — представители правящей партии (РКП(б)) в армии. Смысл института военных комиссаров состоял в том, что они должны были осуществлять политико-просветительскую работу среди личного состава подразделения, в том числе — и среди командного.
Благодаря энергичной деятельности по созданию Красной армии, уже осенью 1918 года она превратилась в массовую армию, которая насчитывала от 800 тыс. в начале Гражданской войны до 1,5 млн в дальнейшем.

#### Гражданская война (1917—1923)
Вооружённая борьба между различными социально-политическими группировками на территории бывшей Российской империи.

### Советская армия (1946—1991)
Вскоре после окончания Второй мировой войны начался рост напряжённости между бывшими союзниками. За дату начала холодной войны обычно принимается Фултонская речь Черчилля 5 марта 1946 года. Началась т. н. холодная война.
С тех пор в армии СССР наиболее вероятным противником начали считаться США, Великобритания и их союзники.

#### Преобразование армии в 1946—1949 годах
В феврале 1946 года произошло официальное переименование Красной армии в «Советскую армию».
В феврале-марте 1946 года наркоматы обороны и ВМФ объединены в министерство Вооружённых Сил СССР. В марте 1946 года командующим Сухопутными войсками был назначен маршал Г. К. Жуков, но уже в июле он был сменён маршалом И. С. Коневым.
В 1945—1946 годах, в связи с окончанием войны, было резко сокращено производство вооружений. Если не считать стрелкового оружия, сильнее всего сократилось годовое производство артиллерии (приблизительно на 100 тысяч орудий и миномётов, то есть в десятки раз). В то же время, в 1946 году появились первые советские реактивные самолёты, в 1947 году — стратегический бомбардировщик Ту-4, в 1949 году осуществлено испытание ядерного оружия.
После окончания Великой Отечественной войны, 9 июля 1945 года вышел приказ Наркома обороны СССР № 0139 «Об организации новых округов и изменении границ существующих военных округов». По нему фронты были расформированы, организованы новые военные округа (группы войск) и изменены границы существующих. В июле-октябре 1945 года дополнительно к имевшимся 14-ти округам было создано ещё девятнадцать округов и четыре группы войск.
После окончания войны с Японией в сентябре 1945 года фронты Дальневосточного театра военных действий также были преобразованы в военные округа.
Преобразование фронтов в военные округа было завершено к 1 октября 1945 года. В период с осени 1945 года по осень 1948 года по демобилизации страны количество военных округов было сокращено. В указанный период военный округ включал в себя: до 5 общевойсковых (танковых) армий (корпусов) и/или до 4 мотострелковых (танковых) дивизий окружного подчинения. С небольшими изменениями эта структура просуществовала до распада СССР в 1991 году.
С 1949 года призыв производился один раз в год в ноябре-декабре, срок службы в сухопутных войсках и авиации был установлен 3 года, во флоте 4 года. В 1968 году срок солдатской службы был сокращён в сухопутных войсках до двух лет, во флоте до трёх лет, был введён весенний призыв, для выпускников институтов, не получивших военной подготовки, срок солдатской службы был определён в 1 год.
Вскоре после окончания Второй мировой войны начался рост напряжённости между бывшими союзниками. Считается, что Фултонская речь Черчилля 5 марта 1946 года являлась началом т. н. холодной войны. Созданный в 1949 году в целях «отражения советской угрозы» военно-политический блок NATO стал считаться наиболее вероятным противником Советской армии.

#### Территориальная организация
Войска, освободившие от нацистов Восточную Европу, после окончания войны не были выведены, обеспечивая стабильность режимов дружественных стран. Советская армия была также вовлечена в уничтожение вооружённого сопротивления советским властям, развернувшегося с использованием партизанских методов борьбы на Западной Украине (продолжалось вплоть до 1950-х годов, см. УПА) и в Прибалтике (Лесные братья (1940—1957 гг.)).
Наибольшим контингентом Советской армии за границей была Группа советских войск в Германии (ГСВГ) численностью до 338 тыс. человек. Кроме неё, были развёрнуты также Северная группа войск (Польша, на 1955 год численность не более 100 тыс. человек), Центральная группа войск (Чехословакия), и Южная группа войск (Румыния, Венгрия; численность — одна воздушная армия, две танковые и две мотострелковые дивизии). Кроме того, Советская армия постоянно находилась на Кубе, во Вьетнаме и в Монголии.
Внутри самого СССР войска были разделены на 15 военных округов: (Ленинградский, Прибалтийский, Белорусский, Прикарпатский, Киевский, Одесский, Московский, Северо-Кавказский, Закавказский, Приволжский, Уральский, Туркестанский, Сибирский, Забайкальский военный округ, Дальневосточный). Как результат советско-китайских пограничных конфликтов, в 1969 году был образован 16-й, Среднеазиатский военный округ со штабом в Алма-Ате.
По приказу руководства СССР Советская Армия подавила антиправительственные выступления в Германии (1953), и Венгрии (1956). Вскоре после этих событий Никита Хрущёв приступил к резкому сокращению Вооружённых сил, одновременно усиливая их ядерную мощь. Были созданы Ракетные войска стратегического назначения СССР. В 1968 году части Советской армии совместно с частями армий стран-членов Варшавского Договора были введены в Чехословакию для подавления «Пражской весны».
В 1979 году Советская армия была введена в Афганистан. Её потери в этой войне с 1979 по 1989 год составили около 14,5 тыс. человек погибшими.

#### Раздел армии
Последний советский лидер Михаил Горбачёв придерживался цели всемерного сокращения армии (1985, 1987, 1989, 1990 года) по экономическим соображениям. В 1989 году было объявлено об отказе от вмешательства советских войск, дислоцированных в странах Организации Варшавского договора, в местные политические события. В том же году советский Ограниченный Контингент Войск был выведен из Афганистана. В 1989—1990 годы окончательно рухнул «социалистический лагерь» в Восточной Европе, по которому прошла волна антикоммунистических революций. После Вывода советских войск из Афганистана власть в Социалистическом Афганистане окончательно захватили моджахеды, провозгласив исламское государство.
Результатом стал резкий рост стремлений к национальной независимости на национальных окраинах СССР. В марте 1990 Литва провозгласила независимость, за ней последовали и другие республики. «Наверху» было решено применять силу для овладения ситуацией — в январе 1991 года Советская армия была применена в Литве для возвращения контроля (силового захвата) над объектами «партийной собственности», однако выхода из кризиса не последовало. К середине 1991 года СССР уже стоял на грани краха.
Во время событий 19—21 августа 1991 года в Москве Советская армия получила ряд приказов от членов ГКЧП, однако не играла активной роли, несмотря на появившиеся на улицах Москвы танки. Среди высшего командования отсутствовало ясное понимание, что делать, господствовало также нежелание принимать на себя ответственность за применение силы. Несмотря на конфликт, повлёкший смерти трёх человек по официальным данным, ни одного приказа стрелять не было. В итоге, общая нерешительность привела к провалу ГКЧП. Во время противостояния с ГКЧП была временно введена должность Министра обороны РСФСР, на которую был назначен генерал-полковник Константин Кобец.
Сразу после августа 1991 года руководство СССР практически целиком потеряло контроль над союзными республиками. 8 декабря 1991 года президенты России и Украины и председатель Верховного Совета Белоруссии подписали Беловежские соглашения о роспуске СССР и основании Содружества Независимых государств. 21 декабря 1991 года главами 11 союзных республик — учредителей СНГ был подписан протокол о возложении командования Вооружёнными силами СССР «до их реформирования» на Министра обороны СССР, Маршала авиации Шапошникова Евгения Ивановича. Президент СССР Горбачёв подал в отставку 25 декабря 1991 года. На следующий день не предусмотренный Конституцией СССР Совет Республик Верховного Совета СССР самораспустился, официально объявив прекращение существование Советского Союза. Хотя некоторые учреждения и организации СССР (например, Госстандарт СССР, Комитет по охране государственной границы) ещё продолжали функционировать в течение 1992 года.
В следующие полтора года предпринимались попытки сохранить в СНГ единые вооружённые силы, однако результатом стал их раздел между союзными республиками. В России это произошло 7 мая 1992 года, когда Президент России Б. Н. Ельцин подписал указ о принятии на себя функций Верховного Главнокомандующего, хотя действовавшая на тот момент редакция Конституции и закон «О Президенте РСФСР» этого не предусматривали. Призывники из отдельных союзных республик были переведены в свои национальные армии. К 1992 году большая часть остатков Советской (впоследствии — Российской) Армии в союзных республиках была распущена, гарнизоны выведены из Восточной Европы и Прибалтики к 1994 году. 31 августа 1994 года был осуществлён вывод российских войск из Берлина.
1 января 1993 года вместо Устава Вооружённых сил СССР вступили в действие временные общевоинские уставы Вооружённых Сил Российской Федерации. 12 января 1993 года вступили в силу поправки в Конституцию Российской Федерации — России (РСФСР) 1978 года, исключившие упоминание о Вооружённых Силах СССР и наделившие президента полномочиями Верховного Главнокомандующего Вооружёнными Силами Российской Федерации. В апреле 1992 года Съезд народных депутатов РСФСР трижды отказался ратифицировать беловежское соглашение и исключить из текста конституции РСФСР упоминание о конституции и законах СССР. Таким образом, Конституция СССР 1977 года и законы СССР де-юре продолжали действовать на территории России согласно статьям 4 и 102 Конституции Российской Федерации — России (РСФСР) 1978 года вплоть до 25 декабря 1993 года, когда вступила в силу принятая на референдуме Конституция Российской Федерации, утвердившая атрибуты независимого российского государства после распада СССР. Союзная республика РСФСР окончательно стала независимым государством Российская Федерация.
Острейшей проблемой стал раздел Черноморского военного флота между Россией и Украиной. Статус бывшего Черноморского флота ВМФ СССР был определён только в 1997 году с разделом на Черноморский флот ВМФ Российской Федерации и ВМС Украины. Территории военно-морских баз в Крыму взяты Россией у Украины в аренду на срок до 2042 года. После Оранжевой революции в декабре 2004 года положение Черноморского флота сильно осложнилось рядом конфликтов, в частности, обвинениями в незаконной субаренде в коммерческих целях и захватами маяков. После аннексии Крыма в 2014 году Россия посчитала вопрос о Черноморском флоте закрытым.

## Организация
- Центральные органы военного управления
- Ракетные войска стратегического назначения (РВСН)
- Сухопутные войска (СВ)
- Войска противовоздушной обороны (ВПВО)
- Военно-воздушные силы (ВВС)

## Вооружение и военная техника

### Ядерные силы
В 1944 году нацистское руководство и население Германии начало приходить к мысли о неизбежности поражения в войне. Несмотря на то, что немцы контролировали почти всю Европу, им противостояли такие сильные державы, как Советский Союз, США, и Британская колониальная империя, контролировавшая около одной четверти земного шара. Превосходство союзников в людях, стратегических ресурсах (первую очередь, в нефти и меди), в мощностях военной промышленности стало очевидным. Это повлекло за собой упорные поиски Германией «чудо-оружия» (вундерваффе), которое должно было переломить исход войны. Исследования велись одновременно во многих областях, они повлекли за собой последующие значительные прорывы.
Одним из направлений исследований стали разработки атомного оружия. Несмотря на серьёзные успехи, достигнутые в Германии в этой области, у нацистов было слишком мало времени; кроме того, исследования приходилось вести в условиях фактического развала немецкой военной машины, вызванного стремительным наступлением союзных войск. Также политика антисемитизма, проводимая в Германии перед войной, привела к бегству из Германии многих видных физиков.
Этот переток интеллекта сыграл определённую роль в реализации Соединёнными Штатами Манхэттенского проекта по созданию атомного оружия. Первые в мире атомные бомбардировки Хиросимы и Нагасаки в 1945 возвестили человечеству о начале новой эры — эры атомного страха.
Резкое обострение отношений между СССР и США, произошедшее после окончания Второй мировой войны, привело к созданию в Соединённых Штатах планов («Дропшот», «Чариотир»), предусматривавших атомные бомбардировки крупнейших городов и возможному военному вторжению в СССР.
Подобные планы были отвергнуты, как технически невозможные; на тот момент запасы ядерного оружия были относительно небольшими, а главной проблемой являлись средства доставки. Ко времени, когда адекватные средства доставки были развиты, атомная монополия США окончилась.
Обе державы развернули стратегические ядерные триады: ядерное оружие, которое базируется на земле (межконтинентальные баллистические ракеты в шахтах), воде (стратегические подводные лодки) и в воздухе (стратегическая авиация). Принадлежность к «ядерному клубу» стала для многих стран мира показателем их авторитета на мировой арене, однако немногие ядерные державы могут себе позволить создание полноценной ядерной триады.
Доктриной обеих стран стала доктрина «ядерного сдерживания», или «взаимного гарантированного уничтожения». Любой военный конфликт между сверхдержавами с неизбежностью означал применение ядерного оружия, что должно было повлечь за собой, по всей видимости, гибель всего живого на планете. Тем не менее, СССР и США продолжали готовиться к потенциальному военному конфликту без использования ядерного оружия.

## Символика Советской армии

### На головной убор
Здесь представлены не все разновидности знаков.
- Кокарда с эмблемой на шапку-ушанку и фуражку для повседневной формы одежды офицеров авиации и ВДВ СА Вооружённых Сил Союза ССР, 1969 — 1991 годов.
- Кокарда с эмблемой к фуражке и берету для парадной формы одежды офицеров СА ВС Союза ССР, 1969 — 1991 годов.
- Звезда с эмблемой к головным уборам военнослужащих срочной службы (рядового и сержантского состава) ВС Союза ССР и курсантов военных училищ.

### Нарукавные знаки
Нарукавные знаки по видам ВС и родам войск (сил, службам) видов и спецвойскам (спецслужбам) носили: военнослужащие срочной службы (сержанты и солдаты, курсанты учебных воинских частей), военные строители, курсанты военно-учебных заведений, суворовцы, воспитанники военно-музыкального училища, учащиеся специальных школ-интернатов — на шинелях и на парадно-выходной форме одежды; прапорщики, сержанты и солдаты сверхсрочной службы, курсанты школ прапорщиков — на парадно-выходной форме одежды (кроме шинелей), носились вместе с шевронами за выслугу лет. На полевой («полёвке»), рабочей (подменной) форме одежды (пример, на технических комбинезонах (комбез) танкистов и ракетчиков, прыжковых костюмах (песчанка) военнослужащих формирований специального назначения, на десантных комбинезонах и так далее) ношение нарукавных знаков не было предусмотрено.

Здесь представлены не все разновидности нарукавных знаков.
- Шеврон на первом году сверхсрочной службы[10].
- Шеврон на втором году сверхсрочной службы[10].
- Шеврон на третьем году сверхсрочной службы[10].
- Шеврон на четвёртом году сверхсрочной службы[10].
- Шеврон на 5 — 9 году сверхсрочной службы[10].
- Шеврон на 10 и более году сверхсрочной службы[10].
- Нарукавный знак Мотострелковые войска (общевойсковой), также воспитанники суворовских военных училищ и специальных школ-интернатов
- Нарукавный знак Ракетные войска и артиллерия, Войска ПВО сухопутных войск, ЗРВ ВПВО, Войска РКО Войск ПВО,
а также РВСН
- Нарукавный знак Танковые войска
- Нарукавный знак Авиация, в том числе:
авиация ВВС и войск ПВО, также воспитанники специальных школ-интернатов с начальной лётной подготовкой
- Нарукавный знак Воздушно-десантные войска и Десантно-штурмовые формирования сухопутных войск (после 1983 года)
- Нарукавный знак Инженерные войска
- Нарукавный знак Войска связи
и Радиотехнические войска
- Нарукавный знак Химические войска (до 1973 года)
- Нарукавный знак Химические войска (после 1973 года)
- Военно-топографическая служба
- Нарукавный знак Автомобильные войска
и Дорожные войска (до 1988 года)
- Нарукавный знак Дорожные войска (после 1988 года)
- Нарукавный знак Железнодорожные войска и Служба военных сообщений
- Нарукавный знак Военно-строительные формирования
- Нарукавный знак Трубопроводные войска
- Нарукавный знак Военно-медицинская
и ветеринарная службы
- Нарукавный знак Военные дирижёры и музыканты, также воспитанники военно-музыкального училища
- Нарукавный знак Части и подразделения военной комендатуры

## Нагрудные знаки
Нагрудные знаки в СА ВС СССР были двух типов отличия и различия:

### Прикрепляемые
- Нагрудный знак «Гвардия».
- Нагрудный знак «Отличник Советской Армии».
- Нагрудный знак для лиц, окончивших высшие военно-учебные заведения Вооружённых Сил СССР — высших военных училищ и военных институтов.
- Нагрудный знак для лиц, окончивших военные академии (и приравненные к ним высшие инженерные военно-учебные заведения) ВС Союза ССР, образец 1950 года.
- Офицерские знаки классных специалистов, образца 1961 года.
- Нагрудный знак патруль, 1973 год.

### Нашивные
| Знаки ранений                                             | Знаки ранений |
| --------------------------------------------------------- | --- |
| Нагрудный знак за ранение                                 | галун тёмно-красного цвета для обозначения легко раненых                                                                      |
| Нагрудный знак за два ранения                             | два галуна тёмно-красного цвета для обозначения дважды легко раненых                                                          |
| Нагрудный знак за тяжёлое ранение                         | галун золотистого цвета для обозначения тяжело раненых                                                                        |
| Нагрудный знак за два тяжёлых ранения                     | два галуна золотистого цвета для обозначения дважды тяжело раненых                                                            |
| Нагрудный знак за три тяжёлых ранения                     | три галуна золотистого цвета для обозначения трижды тяжело раненых                                                            |
| Нагрудный знак за два ранения — тяжёлое и лёгкое          | один галун золотистого цвета и один галун тёмно-красного цвета для обозначения дважды раненых: тяжело и легко                 |
| Нагрудный знак за три ранения — два тяжёлых и одно лёгкое | два галуна золотистого цвета и один галун тёмно-красного цвета для обозначения трижды раненых: дважды тяжело и один раз легко |
| Нагрудный знак за три ранения — одно тяжёлое и два лёгких | один галун золотистого цвета и два галуна тёмно-красного цвета для обозначения трижды раненых: один раз тяжело и дважды легко |

- Нагрудный знак танковых войск на комбинезон.

## Военная доктрина
(Военная доктрина Советской армии ВС СССР была определена как оборонительная, исходила из мирной политики Советского Союза, и определяла задачи по подготовке Вооружённых Сил и страны в целом к борьбе с агрессором. В советских военных доктринах предусматривался только ответный ядерный удар.
Начиная со школы, на обязательном для всех предмете преподавания НВП (Начальная военная подготовка), все граждане СССР обучались строевой подготовке, приёмам разведки и защиты от ОМП (оружия массового поражения — ядерного и химического), ознакомлению со структурой и видами Вооружённых Сил СССР, обращению со стрелковым оружием (разборка-сборка на время и чистка автомата Калашникова), ознакомлению с тактико-техническими характеристиками (ТТХ) стрелкового оружия, основам Гражданской Обороны. Для мальчиков проводились трёхсуточные полевые сборы на базе ближайших воинских частей с обучением основным тактическим приёмам в бою, с занятиями по инженерной подготовке (оборудование одиночных окопов) и занятиями по огневой подготовке (практические стрельбы по мишеням).
Одной из главных основ советской военной доктрины являлась всеобщая воинская обязанность, обеспечивавшая на случай крупномасштабной войны мощный мобилизационный резерв.
Считалась возможной и вполне вероятной третья мировая война. Потенциальными противниками считались армии США и стран НАТО. Союзниками в возможной войне считались армии стран Варшавского договора, а также, некоторое время, армия КНР. Основными силами, важными в потенциальной третьей мировой войне считались Ракетные войска стратегического назначения, Космические войска, Стратегическая авиация, танковые части и военно-морской флот.

## Воинские звания
В начале своего существования Красная армия отказалась от использования профессиональных офицеров, считая их наследием царского режима. Руководить частями Красной армии были назначены «командиры» (краскомы). В армии были отменены погоны и воинские звания. Для различия личного состава по старшинству использовались исключительно названия должностей, например, комдив (командир дивизии), комкор (командир корпуса) и т. д.
22 сентября 1935 года ЦИК и СНК СССР устанавливают для всех военнослужащих персональные воинские звания. Переход к ним осуществился только к осени. В декабре 1935 вводятся знаки отличия по званиям. Для отличия званий, с 1935 по 1943 использовались петлицы.
В 1940 году в Красной армии вводятся генеральские звания. Инициатором данного нововведения стал К. Е. Ворошилов. В армии появилось звание Маршала, а генеральские звания были введены вместо званий «комбриг», «комдив», «комкор» и «командарм». В 1943 году в армии вводятся погоны и вводится в обращение наименование «офицер».

## Нормы суточного довольствия военнослужащих Советской армии ВС СССР
В 1934 году в РККА постановлением СТО № К-29сс от 06.03.1934 г. были введены следующие нормы суточного довольствия по основному красноармейскому пайку (Норма № 1):
| Наименование продукта               | Вес в граммах |
| ----------------------------------- | ------------- |
| 1. Хлеб ржаной                      | 600           |
| 2. Хлеб пшеничный 96 %              | 400           |
| 3. Мука пшеничная 85 % (подболтная) | 20            |
| 4. Крупа разная                     | 150           |
| 5. Макаронные изделия               | 10            |
| 6. Мясо                             | 175           |
| 7. Рыба (сельдь)                    | 75            |
| 8. Сало (жир животный)              | 20            |
| 9. Масло растительное               | 30            |
| 10. Картофель                       | 400           |
| 11. Капуста (квашеная и свежая)     | 170           |
| 12. Свёкла                          | 60            |

| Наименование продукта | Вес в граммах |
| --------------------- | ------------- |
| 13. Морковь           | 35            |
| 14. Лук               | 30            |
| 15. Коренья, зелень   | 40            |
| 16. Томат-пюре        | 15            |
| 17. Перец             | 0,5           |
| 18. Лавровый лист     | 0,3           |
| 19. Сахар             | 35            |
| 20. Чай (в месяц)     | 50            |
| 21. Соль              | 30            |
| 22. Мыло (в месяц)    | 200           |
| 23. Горчица           | 0,3           |
| 24. Уксус             | 3             |

В мае 1941 года норма № 1 была изменена с уменьшением мяса (до 150 г) и увеличением рыбы (до 100 г) и овощей.
С сентября 1941 года норма № 1 была оставлена только для довольствия боевых частей, а для тыловых, караульных и войск, не входящих в состав действующей армии, были предусмотрены более низкие нормы довольствия. В это же время началась выдача водки боевым частям действующей армии в размере 100 грамм в день на человека. Остальным военнослужащим водка полагалась только по государственным и полковым праздникам (около 10 раз в году). Женщинам-военнослужащим выдача мыла была увеличена до 400 г.
Эти нормы действовали на протяжении всего периода войны.
К концу 1940-х годов норма № 1 была восстановлена для всех частей Советской Армии.
С 1 января 1960 года в норму было введено 10 г сливочного масла, а количество сахара увеличено до 45 г, а, затем, на протяжении 1960-х годов, в норму вводились: кисель (сухофрукты) — до 30 (20) г, увеличивалось количество сахара до 65 г, макаронных изделий до 40 г, сливочного масла до 20 г, хлеб из муки пшеничной 2 сорта заменён на хлеб из муки 1 сорта.

С 1 мая 1975 года норма была увеличена за счёт выдачи по выходным и праздничным дням куриных яиц (2 шт.), а в 1983 году было произведено незначительное её изменение за счёт некоторого перераспределения муки/крупы и видов овощей.
В 1990 году была произведена последняя корректировка нормы продовольственного снабжения:
Норма № 1. По этой норме должны были питаться солдаты и сержанты срочной службы, солдаты и сержанты запаса при нахождении на сборах, солдаты и сержанты сверхсрочной службы, прапорщики. Эта норма только для Сухопутных войск.
| Наименование продукта                          | Кол-во на сутки    |
| ---------------------------------------------- | ------------------ |
| 1. Хлеб ржано-пшеничный                        | 350 г              |
| 2. Хлеб пшеничный                              | 400 г              |
| 3. Мука пшеничная (высшего или 1 сорта)        | 10 г               |
| 4. Крупа разная (рис, пшено, гречка, перловка) | 120 г              |
| 5. Макаронные изделия                          | 40 г               |
| 6. Мясо                                        | 150 г              |
| 7. Рыба                                        | 100 г              |
| 8. Жир животный (маргарин)                     | 20 г               |
| 9. Масло растительное                          | 20 г               |
| 10. Масло сливочное                            | 30 г               |
| 11. Молоко коровье                             | 100 г              |
| 12. Яйца куриные                               | 4 штуки (в неделю) |
| 13. Сахар                                      | 70 г               |
| 14. Соль                                       | 20 г               |
| 15. Чай (заварка)                              | 1,2 г              |

| Наименование продукта                  | Кол-во на сутки |
| -------------------------------------- | --------------- |
| 16. Лавровый лист                      | 0,2 г           |
| 17. Перец молотый (чёрный или красный) | 0,3 г           |
| 18. Горчичный порошок                  | 0,3 г           |
| 19. Уксус                              | 2 г             |
| 20. Томат-паста                        | 6 г             |
| 21. Картофель                          | 600 г           |
| 22. Капуста                            | 130 г           |
| 23. Свёкла                             | 30 г            |
| 24. Морковь                            | 50 г            |
| 25. Лук                                | 50 г            |
| 26. Огурцы, помидоры, зелень           | 40 г            |
| 27. Сок фруктовый или овощной          | 50 г            |
| 28. Кисель сухой/ сухофрукты           | 30/120 г        |
| 29. Витамин «Гексавит»                 | 1 драже         |

Дополнения к норме № 1 
Для личного состава караулов по сопровождению воинских грузов на железной дороге
| Наименование продукта | Кол-во на сутки |
| --------------------- | --------------- |
| Мясо                  | 120 г           |
| Масло сливочное       | 20 г            |
| Сахар                 | 10 г            |

Для офицеров запаса, находящихся на сборах
| Наименование продукта | Кол-во на сутки |
| --------------------- | --------------- |
| Масло сливочное       | 30 г            |
| Печенье               | 20 г            |

1. Поскольку суточная норма хлеба намного превышала потребности солдат в хлебе, разрешалось выдавать хлеб на столы в нарезанном виде в количестве, которое обычно съедают солдаты, и некоторое количество хлеба дополнительно выкладывать у окна раздачи в обеденном зале для тех, кому не хватило обычного количества хлеба. Образующиеся за счёт экономии хлеба суммы разрешалось использовать на приобретение других продуктов для солдатского стола. Обычно на эти деньги приобретались фрукты, конфеты, печенье для солдатских праздничных обедов; чай и сахар для дополнительного питания солдат в караулах; сало для дополнительного питания во время учений. Вышестоящим командованием поощрялось создание в полках прикухонного хозяйства (свинарники, огороды), продукция которого использовалась на улучшение питания солдат сверх нормы № 1. Кроме того, несъеденный солдатами хлеб часто использовался для изготовления сухарей в сухой паёк, который устанавливается в соответствии с нормой № 9 (см. ниже).
2. Допускалась замена мяса свежего мясными консервами из расчёта вместо 150 г мяса 112 г мясных консервов, рыбы рыбными консервами из расчёта замены 100 г рыбы 60 г рыбными консервами.
3. Вообще существовало около пятидесяти норм. Норма № 1 являлась базовой и, естественно, самой низкой.

Примерное меню солдатской столовой на день:
- Завтрак: каша перловая. Мясной гуляш. Чай, сахар, масло, хлеб.
- Обед: салат из солёных помидоров. Борщ на мясном бульоне. Каша гречневая. Мясо отварное порционное. Кисель, хлеб.
- Ужин: пюре картофельное. Рыба жареная порционная. Чай, масло, сахар, хлеб.

Норма № 9. Это так называемый сухой паёк. В западных странах его обычно именуют боевым рационом. Эту норму разрешается выдавать только при нахождении солдат в условиях, когда невозможно обеспечить их полноценным горячим питанием. Сухой паёк можно выдавать не более чем на трое суток. После чего в обязательном порядке солдаты должны начать получать нормальное питание.
| Наименование продукта                    | Кол-во на сутки |
| ---------------------------------------- | --------------- |
| 1. Галеты «Арктика»/ Хлеб                | 270—300 г/500 г |
| 2. Консервы мясные                       | 450 г           |
| 3. Консервы мясорастительные             | 250—265 г       |
| 4. Молоко сгущённое                      | 110 г           |
| 5. Сок фруктовый                         | 140 г           |
| 6. Сахар                                 | 60 г            |
| 7. Чай (заварка в одноразовых пакетиках) | 3 пакетика      |
| 8. Салфетки гигиенические                | 3 штуки         |

| Наименование продукта                    | Кол-во на сутки |
| ---------------------------------------- | --------------- |
| 1. Галеты «Арктика»/ Хлеб                | 270—300 г/500 г |
| 2. Консервы мясные                       | 450 г           |
| 3. Консервы мясорастительные             | 250—265 г       |
| 4. Сахар                                 | 180 г           |
| 5. Чай (заварка в одноразовых пакетиках) | 3 пакетика      |
| 6. Салфетки гигиенические                | 3 штуки         |

Консервы мясные — это обычно тушёнка, фарш сосисочный, фарш колбасный, паштет печёночный. Консервы мясорастительные — это обычно каша с мясом (каша гречневая с говядиной, каша рисовая с бараниной, каша перловая со свининой).
Все консервы из сухого пайка можно есть в холодном виде, однако рекомендовалось распределить продукты на три приёма пищи (пример на варианте 2):
- завтрак: разогреть в котелке первую банку консервов мясорастительных (265 г), добавив в котелок банку воды. Кружка чая (один пакет), 20 г сахара, 100 г галет.
- обед: разогреть в котелке банку консервов мясных, добавив туда две-три банки воды. Кружка чая (один пакет), 20 г сахара, 100 г галет.
- ужин: разогреть в котелке вторую банку консервов мясорастительных (265 г) без добавления воды. Кружка чая (один пакет), 20 г сахара, 100 г галет.

Весь набор продуктов суточного сухого пайка упаковывался в картонную коробку. Для экипажей танков и бронемашин коробки делались из прочного непромокаемого картона. Предполагалось в дальнейшем упаковку сухого пайка делать герметичной металлической с тем, чтобы упаковку можно было использовать в качестве кастрюли для приготовления пищи, а крышку в качестве сковороды.

## Воспитательная работа
В Советской Армии кроме командиров за воспитательную работу личного состава отвечали заместители командира по политической части (замполиты). Для проведения занятий по воспитательной работе, самоподготовки и отдыха военнослужащих в свободное время в каждой казарме оборудовали Ленинские комнаты, позже переименованные в комнаты отдыха.

## Почтовая связь
Одной из главных положительных эмоций всех военнослужащих в «горячих точках», а срочной службы — в местах постоянной дислокации, были письма родных из дома. Письма военнослужащих срочной службы пересылались бесплатно, независимо от места дислокации — будь то Куба, Вьетнам, Сирия, Афганистан или СССР.
Порядок составления адреса на конверте для письма военнослужащему, проходящему службу на территории СССР, был следующий — почтовый индекс, указание союзной республики, область, район, почтовое отделение (п/о, при наличии), населённый пункт, номер войсковой части войск или сил, после букв в/ч (например — войсковая часть 54321) и если надо литер (буква) подразделения.
Отличием в написании письма военнослужащим, рабочим и служащим Советской Армии, проходившим службу за пределами СССР, являлось то, что в графе «почтовый индекс» на конверте или открытке — записывался номер войсковой части. Поскольку номера войсковых частей в Советской Армии были пятизначными, а в пунктах почтового индекса следовало заполнить шесть полей — перед номером войсковой части ставилась цифра 0 (ноль).
Дополнительной информацией в графе «Куда» — вписывался номер войсковой части после букв п/п (полевая почта). Пример — требовалось написать письмо военнослужащему 2-й разведывательной роты 781-го отдельного разведывательного батальона (в/ч 71240) дислоцированного в Афганистане в городе Баграм. В таком случае в графу индекс записывалось — «071240». В графе «Куда» — Войсковая часть полевая почта 71240 «Б» (Б — индекс подразделения). Запрещалось указывать на конверте/открытке государство и город, в котором проходил службу военнослужащий. Этим пользовались многие из солдат, попавшие служить в Афганистан, которые писали родным, что их отправили служить в Монголию.
Также в Советской Армии была фельдъегерьская связь для пересылки документов, денег.
В условиях дефицита в «горячих точках» и Афганистане красочных поздравительных открыток для отправки домой (в избытке же были обычно т. н. «армейские» конверты без рисунков и марок, по 0,5 и 1 копейке), открытки иногда делали сами: брали красочный плакат либо красивые обои на плотной бумаге, вырезали из них «открытки» и рисовали на обратной стороне графы для письма (слева), индекса (слева внизу), адреса туда (справа вверху) и адреса обратно (справа внизу). Открытки военнослужащих срочной службы пересылались бесплатно, почтовая марка не требовалась (на письма ставился штамп «Письмо военнослужащего срочной службы» или, более старый вариант, «Солдатское письмо»), и такие «самоделки» доходили до адресатов.
- Конверт с треугольным штампом войсковой части (1989 год), текст которого гласит: «Письмо военнослужащ. срочной службы • БЕСПЛАТНО»

## СА в произведениях культуры

### Кинематограф
Армейской теме уделялось большое внимание в советском кино. Ниже перечислены некоторые из самых известных фильмов.
- Парад Победы (1945)
- Солдат Иван Бровкин (1955)
- Максим Перепелица (1955)
- Ключи от неба (1964)
- Красная площадь (1970)
- Офицеры (1971)
- Весенний призыв (фильм) (1976)
- В зоне особого внимания (1977)
- Пограничный пёс Алый (1979)
- Ответный ход (1981)
- Случай в квадрате 36-80 (1982)
- Одиночное плавание (1985)
- Атака (1986)
- Сто дней до приказа (1990)
- Делай — раз! (1989)
- Кислородный голод (1991)

### Филателия
Теме Советской Армии посвящено много почтовых марок, выпущенных в СССР.
Ниже представлены юбилейные выпуски марок:
- Серия почтовых марок, 1948 год: 30 лет Советской Армии

- 1949 год: 31 год Советской Армии
- На страже мирного труда

- Серия почтовых марок, 1958 год: 40 лет Советских Вооружённых Сил

Особенно многочисленная и красочная серия почтовых марок была выпущена к 50-летию Вооружённых сил СССР:
- Серия почтовых марок, 1968 год: 50 лет Советских Вооружённых Сил
- 1919 год. Выступление В. И. Ленина перед войсками Всевобуча на Красной площади в Москве
- Ты записался добровольцем?
- 1922 год. Вступление частей Красной Армии во Владивосток
- На страже мира и трудовых достижений
- 1941 год. Разгром немецко-фашистских войск под Москвой
- 1943 год. Разгром немецко-фашистских войск под Сталинградом
- 1945 год. Парад Победы на Красной площади в Москве
- Почтовый блок серии
- Пятиконечная звезда и флаги различных родов войск
- Боевая техника Вооружённых Сил СССР